# Жінки в буддизмі

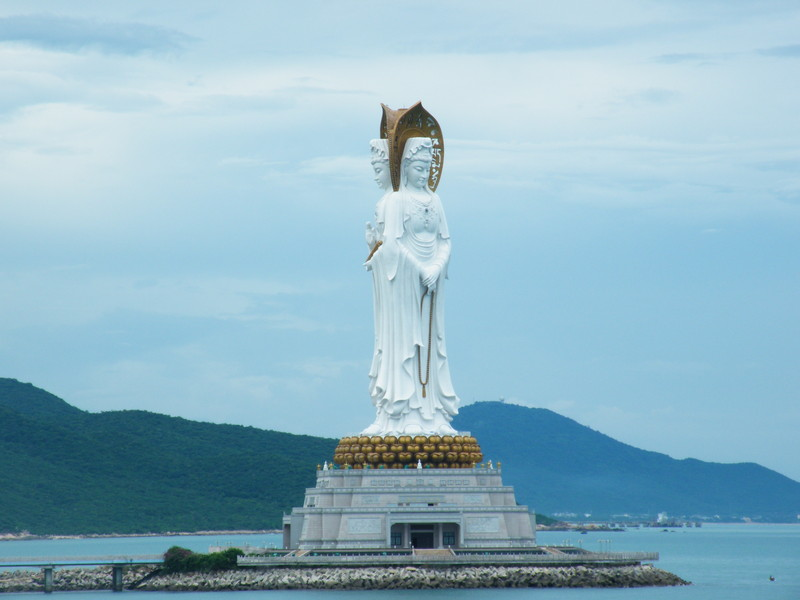
Статуя бодгісаттви Ґуаньїнь у Саньї — найвища скульптура жінки в світі.

## Ранній буддизм
Ґаутама Будда дозволив жінкам вступати до його чернечої санґги і повною мірою брати участь у житті громади, з дотриманням додаткових умов — восьми ґарундгам. На думку Сьюзен Маркотт (Susan Murcott), «Жіноча чернеча сангха була радикальним для того часу експериментом». 

Можливо, Махакассаппа і бгікшу того часу відчували ревнощі до бгікшуні, які стали більш популярними, і проводили більше освітньої та соціальної роботи, ніж бгікшу. Ось їх антижіночі упередження й були тоді інституціоналізовані у вигляді восьми ґарундгамм, восьми тяжких обмежень. Ми повинні покласти край цьому упередженню.
Оригінальний текст (англ.)
Perhaps Mahakassappa and the bhikkhus of that time were jealous of the bhikkhunis being more popular and doing more teaching and social work than the bhikkhus. Their anti-women prejudice became institutionalized at that time with the eight garudhammas, the eight weighty restrictions. We must discontinue that prejudice.

Діана Пол (Diana Y. Paul) вважає, що відповідно до традиційної думки, в ранньому буддизмі жінкам відводилася підпорядкована роль. Рита Гросс згодна з тим, що «в ранньому індійському буддизмі можна знайти мізогіністські риси. Але наявність окремих явно мізогіністських доктрин не означає, що весь давньоіндійський буддизм був мізогіністським». У багатьох[хто?] авторів позитивне ставлення до жіночності змішувалося з явно негативними емоціями, через що вони характеризували ставлення раннього буддизму до жінок як глибоко двоїсте. Деякі коментатори «Аганни-Сутти» Палійського канону розуміли викладені в ній слова Будди так, нібито він вважав жінок відповідальними за падіння людської раси. Однак більшість буддистів інтерпретують це по-іншому: вони вважають, що в першу чергу причиною морального падіння є хіть як така, а не жінки.
Однак незважаючи на малоприємні образи жінок в ранньому буддизмі, в тхеравадській «Сутта-пітака» йдеться про те, що не варто загострювати увагу на відмінностях між статями, бо це може стати перешкодою в досягненні нірвани. Наприклад, в «Бгікшуні-Сам'ютта» (Сагатха-вагга, Сам'ютта-нікая), дискримінація за статтю вважається витівкою демона Мари, який зводить з духовного шляху. В «Сомма-сутті» бгікшуні Сома стверджує:

Кожен, хто думає «я жінка», або «я чоловік», або «я взагалі хто?» —  це той, хто слухає Мару.
Оригінальний текст (англ.)
Anyone who thinks "I'm a woman" or "a man" or "Am I anything at all?"Шаблон:— that's who Mara's fit to address

Тим самим підкреслюється гендерна нейтральність буддійської концепції анатман — стратегії «несамості», якій навчав Будда для звільнення від страждань. А в сутрі «Залежність» Будда стверджує, що якщо чоловік або жінка чіпляються за свою гендерну ідентичність, вони потрапляють у залежність від неї.

## Духовні досягнення жінок
У різних школах і традиціях буддизму ми можемо знайти різні думки про здібності жінок до духовних досягнень.

### Обмеження духовних досягнень жінок у буддизмі
За словами Бернарда Фора, «як і більшість клерикальних дискурсів, буддизм насправді неухильно мізогіністський настільки ж; але він один з найбільш гнучких і відкритих до складності і протиріч».
У буддійській традиції, положення людини в світському суспільстві, її влада та можливості найчастіше є відображенням колишніх духовних досягнень цієї людини. Так, боги живуть у більш високих сферах, ніж люди, бо досягли відповідного рівня духовного розвитку. Чакравартіни і будди, що живуть серед людей, займають своє виняткове становище також завдяки високим досягненням у цьому й минулих життях. Подібно до того, народження в чоловічому або в жіночому тілі і обумовлене ним положення людини в тому чи іншому суспільстві є проявом його карми, наслідком його діянь у минулих життях.
Тайванська бгікшуні Хен-Чин Ших (Heng-Ching Shih) стверджує, що перед жінкою в буддизмі стоять п'ять непереборних перешкод, а саме: вона не може стати небесним королем Брахмою, Сакре, королем Марою, чакравартіном або буддою. Для обґрунтування цього наводяться слова Ґаутами Будди з Багудгатука-сутри (Bahudhātuka-sutta) Мадджхіми-нікаї Палійського канону про те, що неможливо жінці стати «досконалим і правомочним Одним Просвітленим», «загальним монархом», "королем богів ", «королем смерті» або «Брахмою». Однак важливо зауважити, що у відповідному тексті санскритської «Мадх'яма-агами» таких слів взагалі немає, і низка дослідників вважають, що вони не були сказані Буддою, а були додані пізніше. Ранні обмеження на досягнення жінкою стану будди були пізніше скасовані в «Лотосовій сутрі», яка відкрила прямий шлях до просвітлення для жінок, так само як і для чоловіків. Нітірен писав, що «тільки в „Лотосовій сутрі“ ми читаємо, що жінка, яка сприйняла цю сутру, перевершила не тільки всіх інших жінок, але й усіх чоловіків».

### Можливість досягнення жінкою стану будди
У текстах раннього буддизму, таких як Кхандхака, містяться слова Ґаутами Будди про те, що жінка може досягти просвітлення; але при цьому в Бахудхатука-сутрі стверджується, що жінки-будди не може бути ніколи.
В буддизмі Тгеравади — сучасній школі, яка дотримується найдавніших зі збережених датованих текстів, — перехід у стан Будди вважається вкрай рідкісною подією, практично недосяжним для сучасних людей. Послідовники цієї школи намагаються досягти хоча б стану аргату; і в Тапітака наводяться приклади досягнення нірвани аргат обох статей. Так, Яшодгара, колишня дружина Будди Шак'ямуні і мати його єдиного сина Рагули, пізніше стала черницею-бгікшуні і аргаткою. А в буддизмі Махаяни досягнення стану Будди вважається реально досяжним і є спільною метою всіх послідовників Махаяни. Але для жінки можливість такого повного просвітлення може відкритися тільки в одному з наступних життів, у якому вона народиться чоловіком; у «Бодхісаттвабгумі» (Bodhisattvabhūmi), що датується IV століттям, стверджується, що не можна досягти просвітлення, перебуваючи в жіночому тілі. За словами Міранди Шоу, «подібна переконаність негативно вплинула на залучення жінок [до практики буддизму], оскільки вона говорить про недостатність жіночого тіла для досягнення просвітлення».
У Тгераваді також вважається, що жінці практично неможливо досягти навіть стану бодгісаттви — сходинки на шляху до стану будди. Боги, чоловіки, звірі і навіть плазуни можуть стати бодгісаттвою, а жінка — ні. Народження жінкою розглядається як результат поганої карми. При цьому Тгеравада не забороняє жінці прагнути до пробудження і досягати його, проте жінка не може очолювати буддистську релігійну громаду. Якщо людина, чоловік або жінка, виявить сильне бажання до досягнення стану Будди, і Будда, що живе одночасно з нею, підтвердить це, то така людина вже не народиться в жіночому тілі в жодному з наступних життів. Відповідно, для буддистки школи Тгеравада мета життя полягає в тому, щоб у наступному житті народитися чоловіком і тоді отримати всі можливості для духовного просвітлення і досягнення стану Будди. Для цього потрібно здійснювати праведні діяння і щиро прагнути мужності.
В тантричній іконографії школи Ваджраяна зустрічаються зображення жінок-Будд. Іноді вони зображені як супровідниці основного ідама на медитаційній мандалі, але Ваджрайогіні, Тара та Сімгамукга зображуються як головні персонажі в сценах тантричної садхани. Також буддизм Ваджраяни визнає, що багато жінок-йогинь досягли повного просвітлення і стану Будди. Серед них — Єше Цог'ял, одна з п'яти тантричних дружин Падмасамбхави, яку прихильники Ваджраяни шанують як жінку-Будду. А в лінії наступності Кармапи навіть вважається, що Цог'ял стала Буддою вже в тому земному житті. На вебсайті нинішнього Кармапи, глави школи Карма-Каг'ю тибетського буддизму стверджується, що вона ще за тридцять років до відходу з мирського існування досягла остаточного пробудження на усамітненому ретриті; це було приблизно в 796—805 році нашої ери[неавторитетне джерело]
Міранда Шоу (Miranda Shaw) як приклад цитує: «Повідомляють, що зі всіх учнів адепта Наропи повного просвітлення досягли двісті чоловіків і тисяча жінок».
У тринадцятому розділі махаянської «Лотосової сутри» є передбачення Будди Шак'ямуні про майбутні досягнення Магапраджапаті і Яшодгари.
У XX столітті Тенцин Палмо, тибетська буддійська черниця школи Друкпа Каг'ю, заявила: «Бодгія пообіцяла, що досягну просвітлення в жіночій формі — і не важливо, скільки життів для цього знадобиться».

### Жіночі лінії наступності тулку
У XV столітті принцеса Чок'ї-Дронме (вайлі Chos-kyi sgron-me) була визнана втіленням ідама Ваджраварагі і жінкою-буддою у ваджраянській традиції. Чок'ї-Дронме стала відома як Самдінг Дордже Пхагмо (вайлі bSam-lding rDo-rje phag-mo) і з неї почалася лінія жінок-тулку, лам, що перевтілюються. В даний час її дванадцяте перевтілення живе на Тибеті.
Інша жіноча лінія тулку — Шугсеб Джетсун Рінпоче (вайлі Shug-gseb rJe-btsun Rin-po-che) — почалася в кінці XIX століття з Ані Лочен (бл. 1865—1951). Сприйнявши вчення всіх шкіл тибетського буддизму, Шугсеб Джетсун Рінпоче стала відома там, що в ній передається медитаційна практика відсікання уподобань чод. На початку двадцятого століття Шугсеб Джетсун Рінпоче, відома також як Ані Лочен Чьон'ї Цангмо (Ani Lochen Chönyi Zangmo) заснувала жіночий монастир Шугсеб (вайлі shug gseb), розташований за тридцять миль від Лхаси на схилах гори Гангрі Тхьокар (Gangri Thökar)[неавторитетне джерело][неавторитетне джерело].
Він був одним з найбільших і найвідоміших жіночих монастирів Тибету. Шугсеб був відроджений у вигнанні в Гамбхір Гандж (Gambhir Ganj) в Індії, вже як частина школи Н'їнгма. Але й на новому місці черниці Шугсеба продовжують свої практики, зокрема чод і лонгчен н'їнгтхин.

## Жіноче чернецтво
Ґаутама Будда вперше посвятив у черниці жінок через п'ять років після того, як сам досяг просвітлення і посвятив у ченці перших чоловіків.
Першою таку посвяту отримала Махапраджапаті Готамі, тітка і прийомна мати Гаутами Будди. Будда сумнівався, чи варто взагалі посвячувати жінок. Втім, на думку Пітера Гарві (Peter Harvey), Будда до того так само коливався, роздумував, чи варто йому взагалі вчити когось, і тільки після того, як деви його вмовляли, вирішив дати людям своє вчення .
Потім ці буддійські черниці дали посвячення своїм ученицям, ті — своїм. Аналогічно буддійські ченці отримували посвячення від ченців. Як правило, чоловічі та жіночі лінії учнівської наступності в буддійській чернечій сангхе йшли окремо. І понині можливість і дійсність посвячення жінки чоловіком (або навпаки) є спірною і визнається далеко не всіма буддистами. Але жіночих чернечих ліній учнівської наступності залишилося значно менше, ніж чоловічих — переважно, вони збереглися в буддійських школах Східної Азії, а в ряді інших регіонів і шкіл зникли повністю. Лише в кінці XX — початку XXI століття почалося відновлення посвячення жінок і відродження традицій бгікшуні на Шрі-Ланці та в інших традиційних буддійських країнах, а також з'явилися буддійські жіночі монастирі в США та інших західних країнах.

## Особисте й сімейне життя
У Ангуттаре-нікаї (5:33) Будда каже, що дружини повинні підкорятися чоловікам, подобатися їм і не дратувати їх власними бажаннями. У цій же нікаї в Палійському каноні (7:59; IV 91-94) наводиться бесіда Будди з Суятою про сім типів жінок, з яких перші три типи (руйнівниця, злодійка і пані) йдуть до нещастя, а інші чотири (мати, сестра, подруга і рабиня) — до щастя.
За словами Даяни Пол (Diana Paul), буддизм успадкував [від індуїзму] таке ставлення до жінок, згідно з яким, якщо жінка не проявляє себе як мати, то вона — хтива спокусниця або взагалі втілення зла.

### Материнство
Ставлення буддизму до материнства традиційно ґрунтується на «благородній істині» про страждання (дукха) як про одну з головних рис людського існування. Це відбилося і в Тгерігатсі — збірці віршів найстаріших черниць-аргаток; С'юзан Маркотт (Susan Murcott) зазначає, що «в цій главі про материнство, в кожній історії і в кожному вірші — печаль. Матері, про яких там йдеться, бажали стати буддійськими черницями через смерть дітей».
Проте, в ранньому буддизмі материнство не розглядалася виключно як джерело страждання, а могло мати самостійну цінність. Особливо вшановується Майя (мати Будди) — мати Ґаутами Будди; в місті Лумбіні, на передбачуваному місці народження Будди, є присвячений їй храм.[неавторитетне джерело] Але Майя померла через кілька днів після народження Ґаутами, і його всиновила Махапраджапаті Готамі, сестра Майї. Крім Ґаутами, Махапраджапаті ростила двох власних дітей: сина і дочку (обох звали Нанда). Махапраджапаті стала першою бгікшуні, і її діти теж вступили в чернечу сангху, як і дружина Ґаутами Яшодгара, і їхній син Рагула .

В буддизмі Ваджраяни жінки могли стати не тільки бгікшуні, але також йогинями. На відміну від ченців бгікшуні, йогині могли жити сімейним життям, мати дітей і не голити голови. Мачіг Лабдрон слідувала цим шляхом: проживши якийсь час у монастирі, вона пішла звідти, щоб возз'єднатися зі своїм чоловіком Топабхадрою, але продовжувала займатися релігійною практикою. В її намтарі написано, що Лабдрон зуміла поєднати практику й учительство з турботами про дітей; деякі з її дітей теж стали йогинями. Цултрим Алліоне, визнана еманацією Мачіг Лабдрон, чотири роки була черницею, але потім пішла з чернецтва, вийшла заміж і мала дітей. Про роль материнства в її практиці вона написала: 

…в буддизмі багато разів зустрічається образ матері як уособлення співчуття. Вона готова зробити що завгодно заради дітей. Бувши матір'ю, я відчувала всю глибину любові і прихильності; у мене був той, за кого я була готова віддати своє життя — в таких відносинах є дуже велика сила. Також я відчула тоді, що насправді не росла до того, як у мене з'явилися діти. Це був мій шлях до зрілості; зрілість прийшла до мене разом з дітьми. При тому я не можу сказати, що мої діти стали для мене натхненням в тому сенсі, в якому я колись розуміла духовне натхнення. Більше того, ті виклики материнства, з якими мені довелося зіткнутися, дуже збагатили мою практику.
Оригінальний текст (англ.)
...in Buddhism the image of the mother as the embodiment of compassion is used a lot. She'll do anything for the children. As a mother I felt that depth of love and commitment and having somebody who I really would give my own life for—it was very powerful to have that kind of relationship. I also felt that I didn't really grow up until I had my children. There were ways that maturity was demanded of me and having children brought forth that maturity. So I wouldn't say my children were an inspiration in the sense of what I thought would have been a spiritual inspiration before I had children. More so I think meeting the challenges of motherhood with what I had learned made my practice very rich.

### Кохання і шлюб
Хоча в цілому в буддизмі вищим ідеалом життя вважається чернечий целібат, цінність шлюбу як соціального інституту також визнається, і існують певні релігійні правила для сімейних мирських буддистів. При всіх відмінностях у правилах і практиці між школами буддизму, подружня вірність визнається ними всіма як обов'язкова, оскільки встановлена в шилах — основоположних принципах буддистської духовної практики. Позашлюбні статеві зв'язки неприйнятні для всіх буддистів, як мирських, так і ченців: це одна з п'яти священних заповідей буддійської етики. Більш точні межі прийнятної і неприйнятної сексуальної поведінки розрізняються залежно від місцевих звичаїв і особливостей конкретної буддійської школи: так, може бути різне ставлення до анального, орального й іншого «некласичного» сексу (зокрема між подружжям), контрацепції, сексу під час вагітності і годування, мастурбації, гомосексуальності і трансгендерності.
У ранньому буддизмі Сігаловада-Сутта Дигха-нікая каже про ту повагу, яку кожен повинен надавати своєму чоловікові або дружині. Але вже тоді ідеалом вважалося зречення мирського життя — неккхамма. В його текстах є історія ченця Нанди і його дружини джанапади Каляані, для яких прагнення до набуття блаженства Нірвани стало ціннішим, ніж романтичне кохання і шлюб. Нанда, двоюрідний брат Ґаутами Будди, зі схвалення останнього залишив молоду дружину відразу ж після весілля, щоб стати бгікшу. У Тапітака є подібні історії, в яких романтичне кохання сприймається як частина прихильності до самсара — нескінченного циклу перероджень. С'юзан Маркотт зазначає, що у ранніх буддистів було таке ж стримано-негативне ставлення до романтичного кохання і шлюбу, як у індійських брахманістів.
Але в буддизмі Ваджраяни інтимні стосунки між подружжям розглядаються як один із засобів духовної практики Анутарайоги-тантри, що дозволяє досягти реалізації й просвітлення. Тантричні злягання подружжя зображуються на яб-юмах тибетського буддизму.

## Пояснення
1. ↑  "In the early discourses, the locus classicus for this position is the Bahudhatuka-sutta of the Majjhima-nikaya, according to which a woman is incapable of occupying various positions, one of them being that of a Buddha. (9) The Bahudhatuka-sutta has several parallels which show some variations in their presentation of these impossibilities. Of particular significance is a Madhyama-agama parallel which does not mention any inability of women at all [...] These variations, together with the absence of any reference to the aggregates in the discourse versions, make it quite probable that this topic is a later addition."[13]
2. ↑  "Only in the Lotus Sutra do we read that a woman who embraces this sutra not only excels all other women but surpasses all men"[15]
3. ↑  Наскільки можна зрозуміти, вважається, що в будь-які часи серед людей в нашому світі є хоча б один, що перебуває в стані Будди.